# Kārlis Lasmanis
Kārlis Lasmanis (Ventspils, 8 de abril de 1994) es un jugador de baloncesto letón que compite tanto en la modalidad de 5x5 como en la de 3×3. Participó en los Juegos Olímpicos de Tokio 2020, obteniendo una medalla de oro en el torneo masculino de baloncesto 3×3.

## Trayectoria

### Baloncesto 5x5
Lasmanis se formó en la cantera del Ventspils Augstskola, jugando a partir de 2010 en la segunda división del baloncesto letón. Tuvo en 2012 la oportunidad de debutar en la máxima categoría de su país con el LMT Basketbola Akademija, sin embargo fue el BK Saldus el que le dio al año siguiente una mayor continuidad en la primera mitad de la temporada 2013-14 de la LBL. De todos modos hacia enero de 2014 retornaría al campeonato de la segunda división de su país, jugando sucesivamente con el Baltijas Baseini, el BTS y nuevamente con el Ventspils Augstskola.
En agosto de 2015 firmó un contrato con el Rasta Vechta de la segunda división de Alemania, pero pasó la mayor parte de la temporada con el equipo de reserva dos categorías más abajo.
El BK Liepājas lauvas lo repatrió en agosto de 2016. Jugó allí los siguientes dos años, fichando con el BK Jūrmala en 2018 para actuar en la Latvian-Estonian Basketball League.

### Baloncesto 3x3
Lasmanis comenzó a jugar regularmente en la modalidad 3×3 a partir de 2014. Inicialmente se destacó como miembro del equipo Ghetto Basket creado por Raimonds Elbakjans, pero desde 2017 se convirtió en un jugador regular del Tour Mundial de Baloncesto 3x3, representando al equipo Riga. En agosto de 2019 alcanzó el primer puesto del ranking mundial de la FIBA de jugadores de baloncesto 3x3, en diciembre de 2020 se consagró campeón del Tour Mundial con su equipo, y en diciembre de 2021 fue reconocido como el MVP de la temporada.
En 2023 compitió nuevamente en el Tour Mundial de Baloncesto 3x3, pero esta vez como miembro del equipo Beijing.
Lasmanis también ha participado del BIG3 en los Estados Unidos, jugando la temporada 2022 con el equipo Aliens.

## Selección nacional
Participó del Campeonato Mundial de Baloncesto 3x3 Sub-18 de 2012. 
Con la selección absoluta disputó la Copa de Europa 3x3 de Baloncesto Masculino de 2017, en la que los letones se consagraron campeones. Posteriormente estuvo presente en las ediciones de 2018, 2019, 2022 y 2023 de ese torneo. 
Asimismo Lasmanis también representó a su país en la Copa Mundial de Baloncesto 3x3, siendo parte de las escuadras que obtuvieron la medalla de plata en el 2019 y la medalla de bronce en el 2023, como también de las que terminaron en la quinta ubicación en el 2018 y en la sexta en el 2022.
En 2021 compitió en el torneo masculino de baloncesto 3×3 de los Juegos Olímpicos de Tokio 2020, obteniendo la medalla de oro. Tres años después estuvo presente en los Juegos Olímpicos de París 2024, donde su equipo finalizó en la cuarta ubicación del torneo.

## Palmarés internacional
| Juegos Olímpicos | Juegos Olímpicos | Juegos Olímpicos | Juegos Olímpicos |
| Año              | Lugar            | Medalla          | Competición      |
| ---------------- | ---------------- | ---------------- | ---------------- |
| 2020             | Tokio ( Japón)   | Medalla de oro   | Torneo masculino |

## Vida personal
Es hijo del remero Uģis Lasmanis.